# Scalmogomphus schmidti
Scalmogomphus schmidti is een echte libel uit de familie van de rombouten (Gomphidae).
De soort staat op de Rode Lijst van de IUCN als niet bedreigd, beoordelingsjaar 2007.
De wetenschappelijke naam van de soort werd in 1937 als Onychogomphus schmidti gepubliceerd door Frederick Charles Fraser.